# ベルン・カージナルス
ベルン・カージナルス（Bern Cardinals）は、スイスのナツィォナール・リーガAに所属するプロ野球チーム。
8度のリーグ優勝を記録している強豪チーム。2013年のヨーロピアン・カップ・チャンピオンの出場を賭けたプレーオフでフランス・ディヴィジオン・アンのモンペリエ・バラクーダーズを破り優勝を果たした。
2011年には元・カンザスシティ・ロイヤルズのエドゥアルド・ビラシスと契約した。

## 所属選手

### NLA
| 投手 - 13 トビアス・インボーデン (Tobias Imboden)(外野兼任) 捕手 - 37 バイタス・ユベール (Vitus Huber) | 投手 - 13 トビアス・インボーデン (Tobias Imboden)(外野兼任) 捕手 - 37 バイタス・ユベール (Vitus Huber) | 内野手 - 73 アンヘロ・ロドリゲス (Angelo Rodriguez)(外野兼任) - 49 ジョニー・ペリゴ・メヒアズ (Jhonny Perigo Mejias) - 39 マルコス・サムエル・パウリーノ・デ・ロス・サントス (Marcos Samuel Paulino de los Santos) - 7 ラファエル・ハンジ (Raphael Hänzi) 外野手 - 3 マーチン・ガイギャックス (Martin Gygax) - -- ミロ・ブスマン (Miro Bussmann) - -- ミサエル・ゲレーロ・コントレラス (Misael Guerrero Contreras) | 内野手 - 73 アンヘロ・ロドリゲス (Angelo Rodriguez)(外野兼任) - 49 ジョニー・ペリゴ・メヒアズ (Jhonny Perigo Mejias) - 39 マルコス・サムエル・パウリーノ・デ・ロス・サントス (Marcos Samuel Paulino de los Santos) - 7 ラファエル・ハンジ (Raphael Hänzi) 外野手 - 3 マーチン・ガイギャックス (Martin Gygax) - -- ミロ・ブスマン (Miro Bussmann) - -- ミサエル・ゲレーロ・コントレラス (Misael Guerrero Contreras) |
| 2013年9月22日更新 [公式サイト(ドイツ語)より：ロースター]                                               | | | |